# 崔联会
崔聯會（1962年2月—），男，漢族，山西盂縣人，在職研究生學歷。1983年9月參加工作，1990年12月加入中國共產黨。

## 生平
1983年9月，進入忻州地區財政局預算科工作，爾後調至山西省財政廳。1995年3月，擔任山西省財政科學研究所所長。1997年1月，出任山西省財政廳辦公室主任。2004年11月，升任山西省國有資產監督管理委員會副主任。2013年4月，獲選為山西省農村信用社聯合社黨委書記、理事長。2020年6月，被免職。
2020年7月18日，山西省紀委監委宣布崔聯會涉嫌嚴重違紀違法，正在接受紀律審查和監察調查。